# Europejska Sieć Wspólnej Polityki Rolnej
Europejska Sieć Wspólnej Polityki Rolnej (ang. European Network of the Common Agricultural Policy), często w określana w skrócie Europejska Sieć WPR (ESWPR) – uruchomiona przez Komisję Europejską 6 października 2022 sieć skupiająca wszystkie strony zainteresowane i zaangażowane w zrównoważone rolnictwo, leśnictwo i rozwój obszarów wiejskich w całej Unii Europejskiej (UE) – od rolników i oceniających po lokalne grupy działania i krajowe sieci WPR w tym organizacje, organy administracji, naukowców, przedsiębiorców i praktyków mogących dzielić się wiedzą i informacjami.   
Sieć została stworzona jako wynik rozporządzenia Parlamentu Europejskiego i Rady wpierającego Plan Strategiczney WPR 2023-2027 jako platforma / forum optymalizujące przepływ informacji o rolnictwie i programach dla obszarów wiejskich UE dla realizowania założeń Wspólnej polityki rolnej (WPR).   
W stosunku do poprzedniego Programu Rozwoju Obszarów Wiejskich przypadającego na lata 2014-2020, oznacza to integrację dwóch odrębnych działań  – Sieci Europejskiego Partnerstwa Innowacyjnego (EIP-AGRI) oraz  Europejskiej Sieci na rzecz Rozwoju Obszarów Wiejskich. Strukturę organizacyjną sieci i jej funkcjonowanie określą Decyzja Wykonawcza Komisji (UE) 2022/1864.  

## Cele sieci WPR
Według zarządzenia Parlamentu Europejskiego i Rady Europejskiej z 2021 r. ustanawiające przepisy dotyczące wsparcia planów strategicznych sporządzanych przez państwa członkowskie w ramach WPR, celem krajowych  i europejskich sieci WPR jest optymalizacja przepływu informacji o rolnictwie i programach rozwoju obszarów wiejskich, wzajemne uczenie się oraz wymiana doświadczeń i dobrych praktyk we wdrażaniu WPR.
Na szczeblu krajowym optymalizuje kontakty między organizacjami i organami administracji, doradcami, naukowcami i innymi podmiotami zaangażowanymi w innowacje oraz innymi podmiotami w dziedzinie rolnictwa i rozwoju obszarów wiejskich. Na szczeblu Unii Europejskiej europejska ESWPR ma na celu objęcia krajowych sieci, organizacji i struktur administracyjnych z sektora rolnictwa i rozwoju obszarów wiejskich jedną siecią kontaktów. 

## Krajowa sieć WPR w Polsce
Funkcję jednostki centralnej zapewniającej funkcjonowanie sieci WPR pełnić będzie Centrum Doradztwa Rolniczego w Brwinowie. Natomiast wojewódzkie ośrodki doradztwa rolniczego będą realizowały zadania sieci na poziomie wojewódzkim